# Крик каменя
«Крик каменя» (нім. Cerro Torre: Schrei aus Stein); (англ. Scream of Stone) — психологічна драма про альпіністів 1991 року.

## Сюжет
Мартін — молодий і гарячий хлопець, який два роки поспіль вигравав телешоу, підкоряючи штучний стрімчак, що знаходиться в приміщенні. Роччи, представник нової хвилі альпіністів, майстер світового класу. У Мартіні він бачить тільки «акробата». Роччи приймає виклик Мартіна піднятися на гірську вершину Серро Торре в Аргентині. Це не пік, а справжня голка в Патагонії, яку Роччи двічі намагався підкорити. У супроводі журналіста, суперники і їхні колеги збираються в Аргентині, де їм належить чекати на сприятливі погодні умови для сходження.

## У ролях

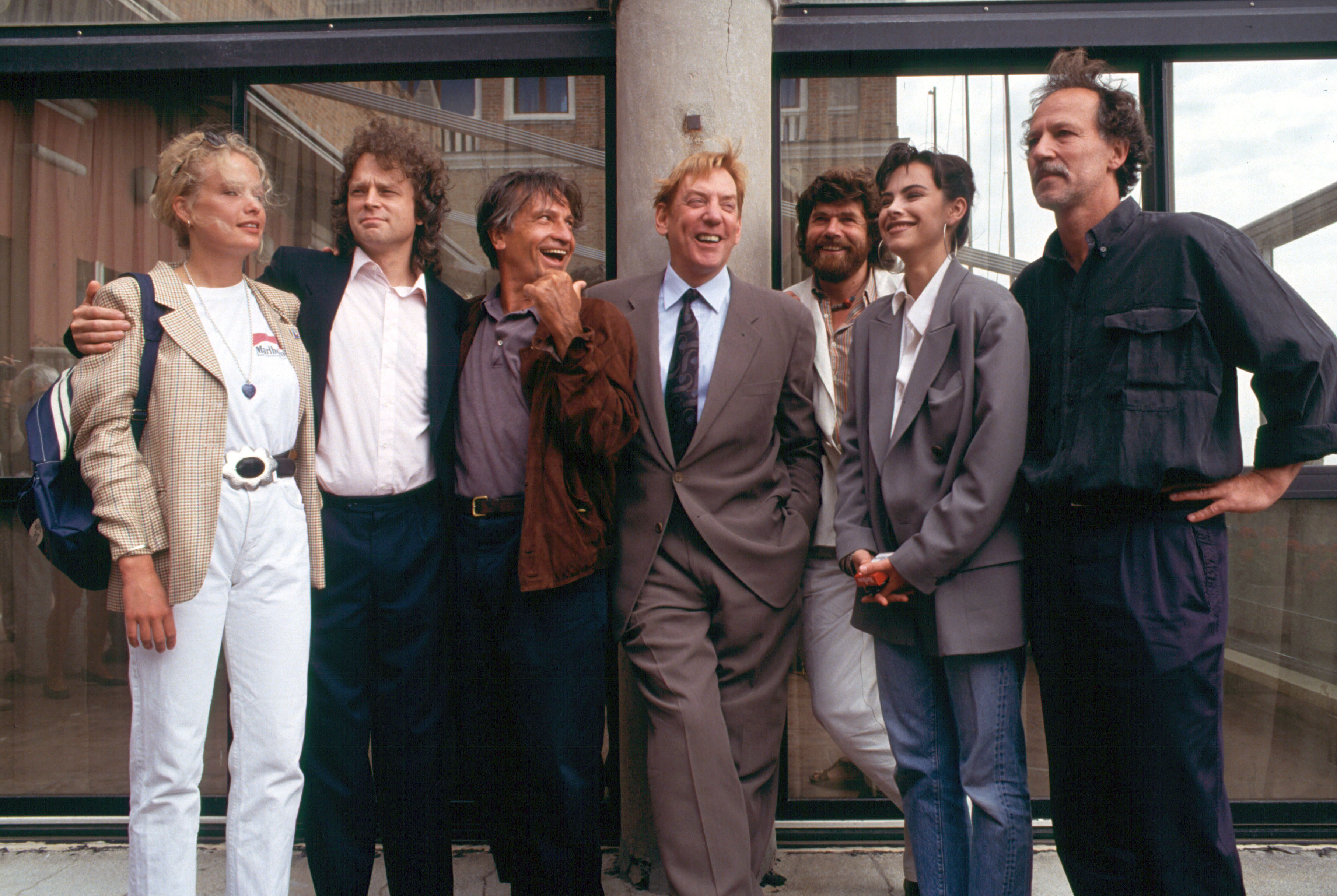
На презентації фільму Вернера Герцога «Крик каменя» на 48-му Венеціанському міжнародному кінофестивалі у Венеції.

- Вітторіо Меццоджорно — Рочча
- Матільда Мей — Катарина
- Стефан Гловач — Мартін
- Ел Воксмен — Стівен
- Гунілла Карлцен — Карла
- Чавела Варгас — Indianerin
- Георг Марішка — Werbeagent
- Фолькер Прехтель — Himalaja-Bezwinger
- Ханс Каммерландер — Bergsteiger
- Лаутаро Муруа — фермер
- Бред Дуріф — без пальців
- Дональд Сазерленд — Іван
- Амелія Фрід — TV-Moderatorin
- Вернер Герцог — режисер
- Вольфганг Мюллер
- Ніколас Де Ла Круз
- Себастьян Де Ла Круз
- Федеріко Маркезі
- Тіто Тревізан
- Алехандро Сагріста
- Маріано Рохас

## Виробництво
Фільм заснований на історії ймовірного першого підкорення вершини Серро-Торре в 1959 році італійським альпіністом Чезаре Маестрі та його напарником, австрійцем Тоні Еггером, які загинули під час спуску. Серро-Торре відома як одне з найскладніших сходжень у світі через складні погодні умови та відсутність чіткого маршруту сходження. Пізніше претензії Маестрі були оскаржені, оскільки він не зміг надати вагомих доказів досягнення вершини.